# Nardodipace
Nardodipace (Narduepaci in calabrese) è un comune italiano di 1 010 abitanti della provincia di Vibo Valentia che si trova sul margine sud-orientale delle Serre calabresi, dalla parte ionica.
La sua altitudine va da 249 a 1358 metri s.l.m. e il centro abitato (1080 m s.l.m.) è il più elevato dei 404 comuni della Calabria.

## Geografia fisica
Nel territorio del comune scorre la fiumara Allaro, che nasce a Mongiana e sfocia nel Mar Ionio nell'area di Caulonia.
Il comune risiede nella zona climatica F.

## Origini del nome
Dal punto di vista toponomastico, "Nardodipace" è un nome che può essere considerato descrittivo dei luoghi, qualora si consideri possibile una sua origine intorno al III millennio a.C., quando popolazioni provenienti dal Mediterraneo orientale, alla ricerca di miniere di rame, piombo e di argento, approdarono in Calabria. 
Le miniere delle Serre calabresi e quelle di S. Donato di Ninea al Monte Mula, che guarda la piana di Sibari, sono state attive ben prima dell’arrivo dei primi coloni greci. Morgeti, Fenici e altre popolazioni di lingue fenicio-puniche hanno lasciato numerose tracce toponomastiche, alcune delle quali sono state recentemente esaminate (p. es. Riace, Reggio, Melicuccà, Mella, Monasterace, Mula, Apsia).
"Nardodipace" potrebbe essere la corruzione di Nara-adi-ake. Nara (ναρ dei Greci) appare derivato all’accadico Naru, fiume; "di" potrebbe essere una contrazione dell'accadico adi, villaggio; ake è un suffisso indicativo di località, che in occidente si addolcisce in ace oppure in aci (come in Acitrezza e in altri toponimi).
In questa lettura il nome appare come efficacemente descrittivo di un insediamento che si sviluppava (come Nardodipace Vecchio) lungo un fiume montano. Nell’insieme, il toponimo appare come il tentativo, stabilizzato nel tempo, di dare un senso a Nara-adi-ake, suoni apparentemente privi di significato di una lingua dimenticata.

## Storia

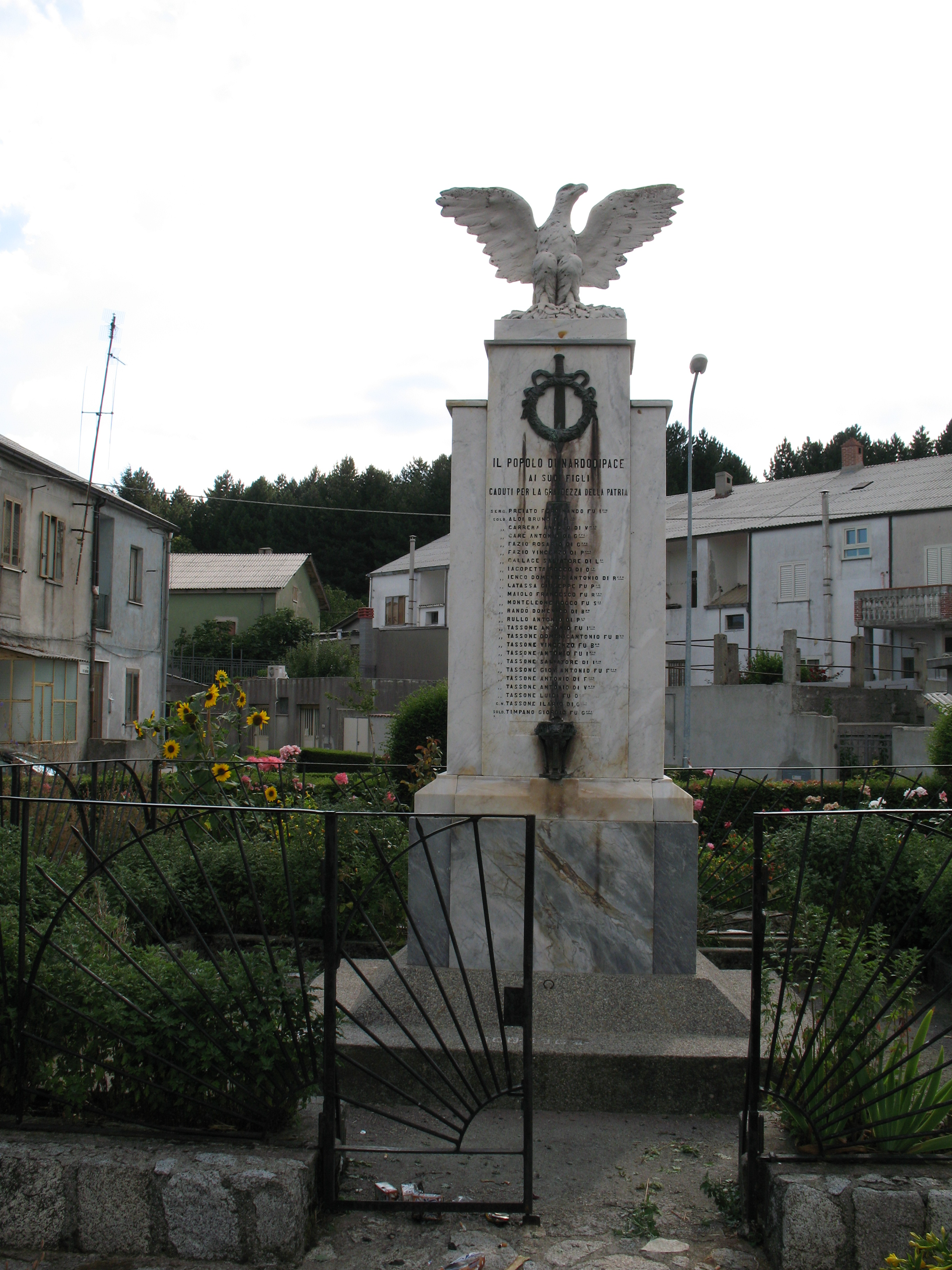
Monumento ai caduti

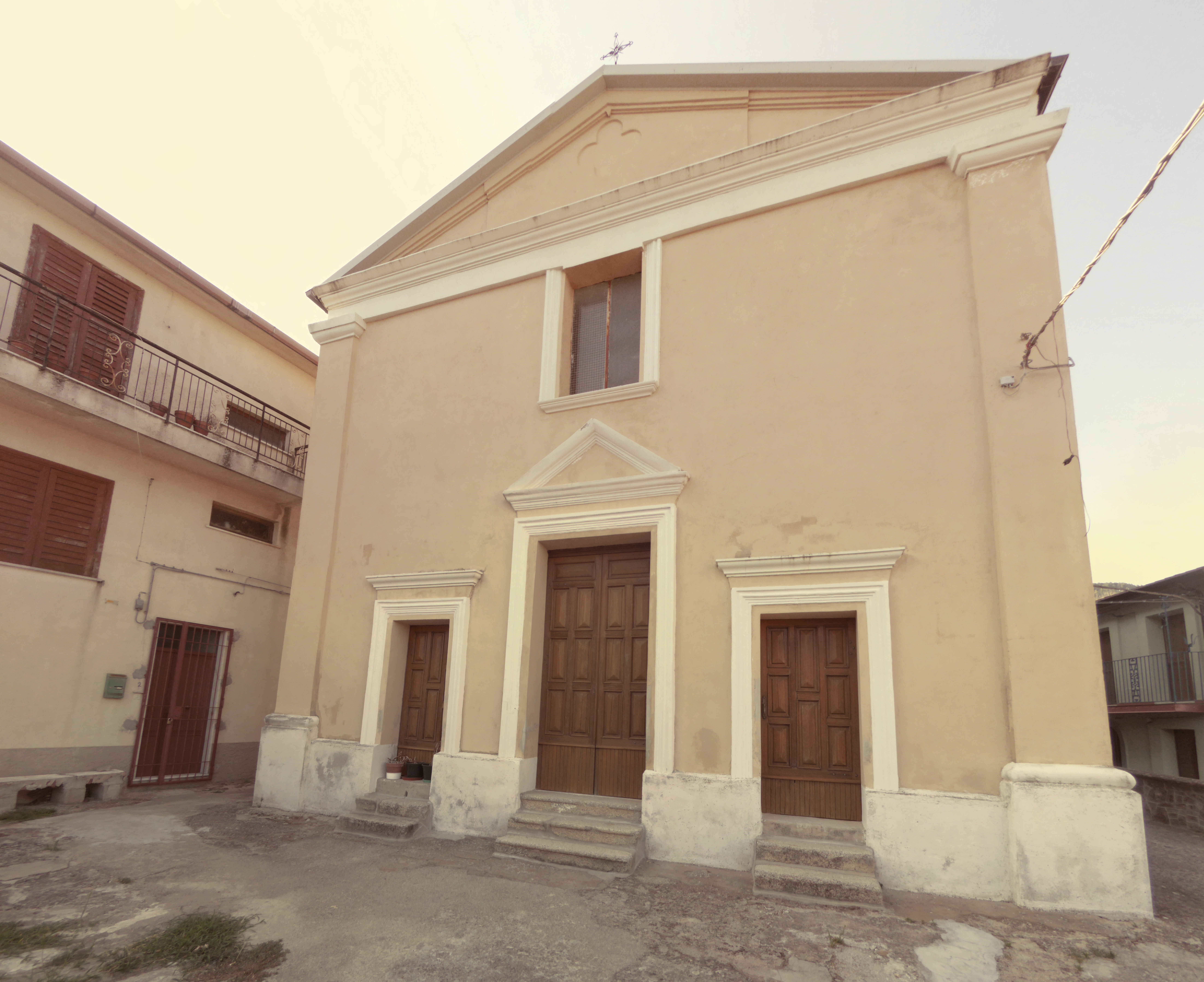
Chiesa di Nardodipace (Vecchio abitato) - Agosto 2017

Fu fondato nel XVIII secolo come Casale di Fabrizia, da cui resta dipendente fino al 1901, anno in cui diventa comune autonomo.
Nel 1951 Nardodipace come molti paesi della Calabria vengono travolti da un'alluvione, e l'abitato viene ricostruito 6 km a monte in località Ciano. La popolazione abbandona progressivamente il precedente centro abitato che viene rinominato come: "Nardodipace vecchio".
Il paese fu ricostruito in tre anni. 
Nel 1973 una nuova alluvione colpisce il paese e stavolta i cantieri per la ricostruzione partono solo nel 1981 per concludersi nel 1990. Si prevedeva la costruzione di 425 alloggi ma ne vengono realizzati solo 256.
Dopo altri 9 anni di ritardo nei collaudi, nel 1999 ancora non era stato assegnato nessun appartamento. Alcuni abitanti di Ragonà e del Vecchio abitato occupano le case in segno di protestà, l'amministrazione comunale fa finalmente concludere i lavori tra le polemiche e sempre nello stesso anno  52 appartamenti vengono danneggiati forse dalla criminalità organizzata.
Il 30 novemrbe 1999 vengono finalmente consegnate le nuove abitazioni. 
Dal 2004 il territorio entra a far parte dell'area naturale protetta del Parco naturale regionale delle Serre.
Nel settembre 2008, il prefetto di Vibo Valentia Sodano dispone una commissione d'accesso per decidere tre anni più tardi, esattamente il 19 febbraio 2011, lo scioglimento per 'ndrangheta.
Il sindaco Romano Loielo decide di ricandidarsi e viene rieletto il 18 novembre 2013, poiché ancora non si era concluso il provvedimento di richiesta di ineleggibilità.
Il 3 febbraio 2015 il sindaco viene arrestato, insieme ad un assessore e sua moglie, per aver dirottato finanziamenti pubblici dell'Unione europea su proprie attività.

### Simboli
Il gonfalone è un drappo troncato di azzurro e di verde.

## Monumenti e luoghi d'interesse

### Architetture religiose

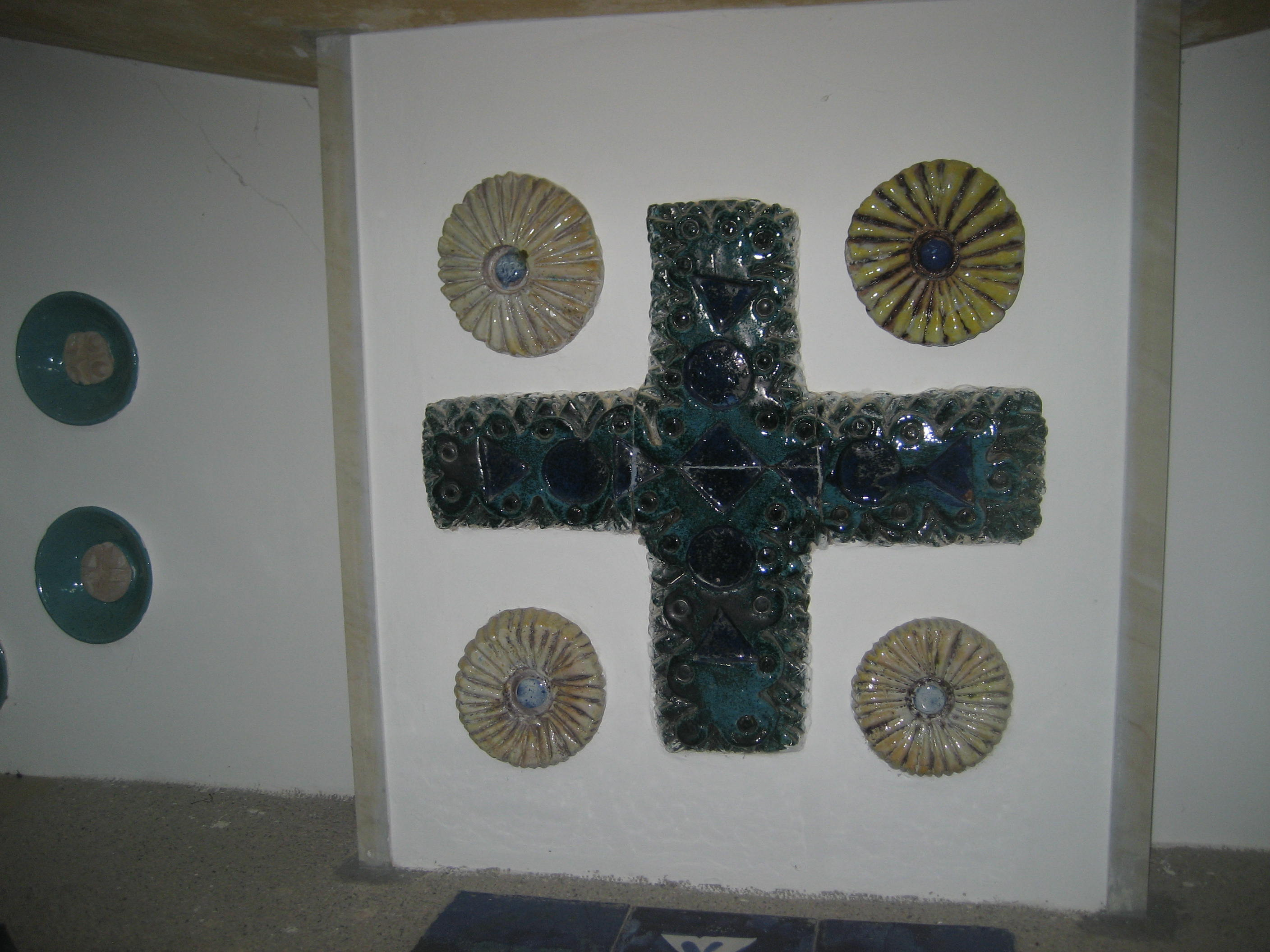
Particolare all'interno della chiesa della Natività

- Chiesa della Natività: costruita in stile barocco con elementi bizantini da Tommaso Cascella negli anni '60 durante la ricostruzione del paese[16][17].

### Aree archeologiche

#### I megaliti di Nardodipace

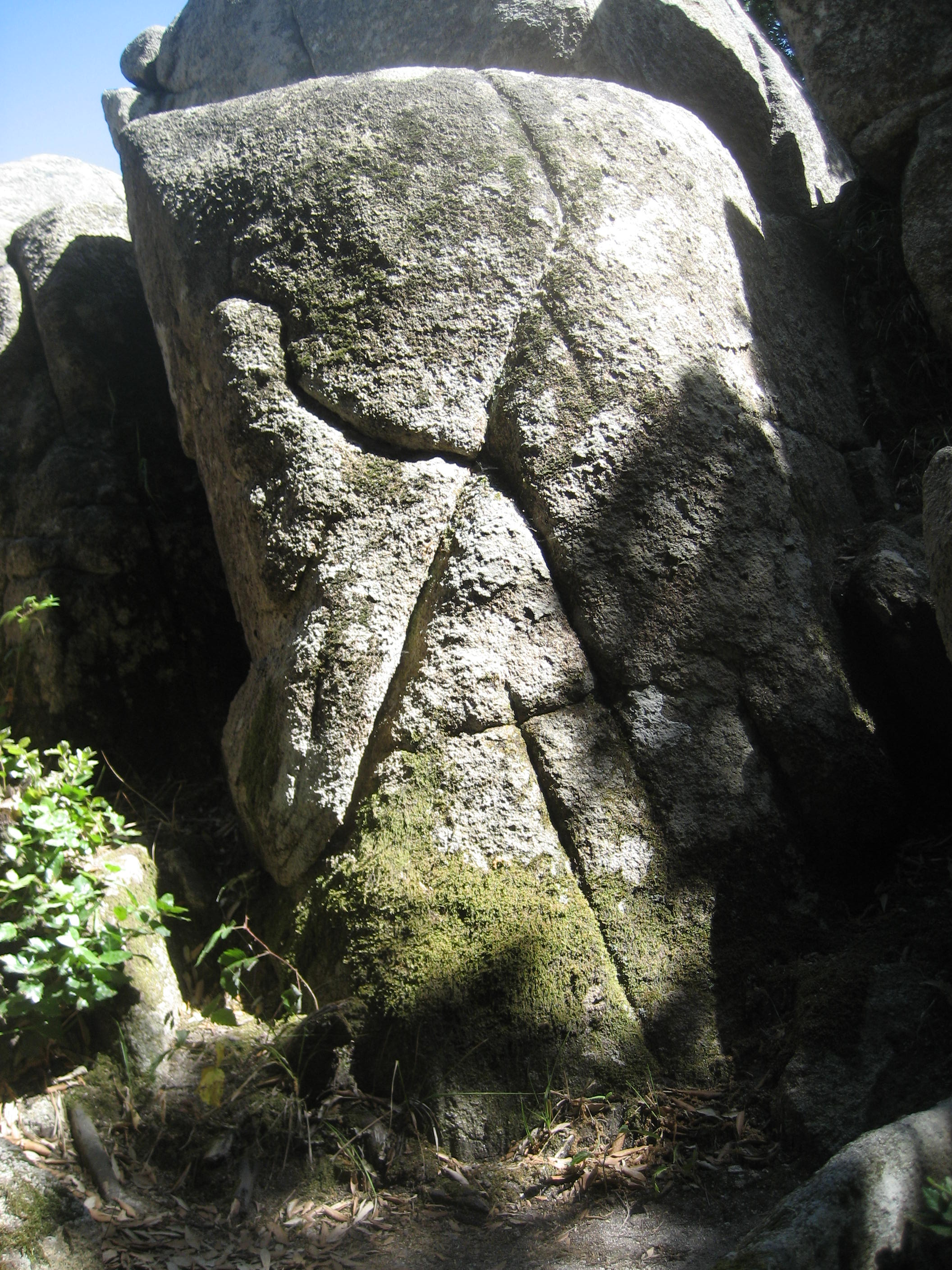
Geosito B

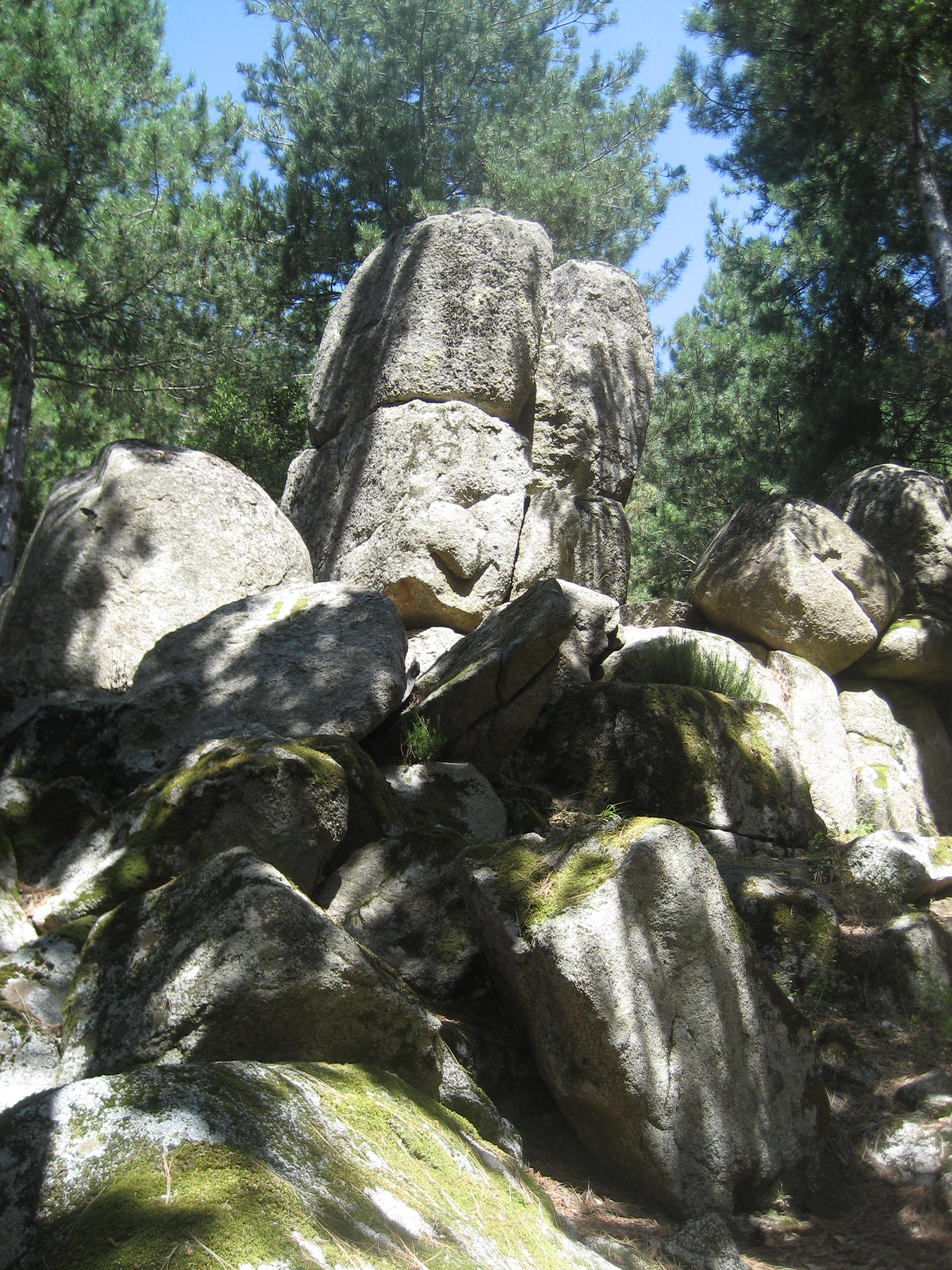
Geosito A

I ritrovamenti avvenuti nei primi anni del nuovo millennio, più precisamente nell'anno 2002 in seguito ad un grosso incendio che, disboscando notevolmente la zona, diede risalto a questi enormi complessi di pietre accorpate fra loro, sono da un punto di vista archeologico nonché antropologico molto interessanti, in quanto aprono scenari di notevole interesse circa l'esistenza di popolazioni di molto antecedenti la colonizzazione delle terre calabresi da parte dei greci. I cosiddetti megaliti di Nardodipace, collocabili temporalmente tra il V e il II millennio a.C., sono collocati in due zone distinte: geosito A e geosito B.
I megaliti sono costituiti da quarzo e granito e, simili strutturalmente ai megaliti inglesi, hanno provocato negli anni ferventi polemiche. La questione riguardante i megaliti è ancora aperta e ha visto nel corso degli anni la tesi sismologica gettare non pochi dubbi sulla teoria di una civiltà che abbia colonizzato questi territori e lasciato un segno quasi indelebile sul territorio.

#### Possibili origini
Il grecista Franco Mosino ha collegato questa civiltà a quella dei Lestrigoni o Pelasgi descritti da Omero nell'Odissea e sui quali si dilunga lo studioso Domenico Raso in alcuni libri scritti dopo il rinvenimento dei due geositi megalitici in oggetto. In molti sono venuti nel piccolo centro calabrese a studiare i siti megalitici senza fornire però finora nessuna risposta certa. Ciò è anche dovuto ad una mancanza di volontà, da parte delle autorità competenti, di avviare lavori di accertamento oltre che gli opportuni scavi al fine di verificare e ufficializzare la natura di questi complessi. Tale discussione però, oltre a risolversi facilmente a favore della stessa tesi antropica qualora si osservino da vicino i complessi in oggetto, pare giungere ad un punto di svolta in seguito alla constatazione piramidale di uno dei due geositi, quello denominato con la lettera A.
Tuttavia conviene specificare, come non si possa parlare di piramide in senso stretto, che per definizione non può avere base circolare per essere tale, in tal caso sarebbe un cono o un tronco di cono. L'agglomerato che dà forma alla collina è infatti, più verosimilmente costituito dall'accostamento di diverse strutture circolari, sottostanti l'attuale manto erboso, simili a cumuli, di matrice anche quella celtica o legata alle strutture megalitiche britanniche, pertanto i megaliti, peraltro studiati dal dipartimento di archeofisica dell'Università di Torino, risultano essere astronomicamente allineati proprio con il più famoso sito inglese. Del resto Nardodipace sta a metà tra la terra ferma, o almeno la sua ultima punta, e la Sicilia, dove non mancano siti analoghi, anche se le dominazioni successive li hanno cancellati, ma sono descritti nelle cronache medievali (il geografo Idrisi ne è un esempio), ma soprattutto con Malta, altro luogo in cui ritroviamo i Menhir e i simboli, quelli sono essenziali, che ritroviamo anche a Nardodipace.
Piuttosto infatti che di una civiltà propriamente uscita dalla letteratura greca di prima generazione, è il carattere celtico delle spirali, ma soprattutto la grafica runica a metterlo in evidente connessione con Popolazioni scese da Nord, o perché no, giunte a Nord da Sud, e quindi con un percorso inverso, ma attenzione, le pietre di Nardo di Pace, come quelle di Malta o di Stonehenge "parlano" per così dire la stessa lingua, utilizzano il medesimo alfabeto fatto di rune e gli stessi simboli, ribadisco fra tutte la spirale e questa lingua non è il Greco preteso dai presunti Pelasgi. Tra mito, preteso quasi per forza, e incuria del tempo e dell'uomo, sembra essere destinato oltra che alla confusione degli studi e delle deduzioni, anche al degrado e all'oblio, una, anzi forse l'unica testimonianza di una Civiltà della Pietra, questo sì, ben più antica forse del V millennio, e scomparsa, di cui quelle di Nardo di Pace costituiscono ad oggi, un unicum in terra italiana. Esso è di fatto l'unico sito megalitico rimasto in piedi, anche se parzialmente, con i megaliti decorati, ancora in sito. Sull'uso religioso, anche qui si potrebbe dissentire, è ovvio, come nel più noto sito inglese, che i siti astronomici, e da cui era pertanto possibile scrutare gli astri con importanti informazioni per la caccia, l'agricoltura, l'avvicendarsi delle stagioni, fossero nel contempo luoghi di culto. L'astronomia stessa rientrava nel culto. Piuttosto, la sottostante collina, probabilmente costituita dall'accostamento di piccole "cupole" potrebbe avere avuto funzione di sepoltura. E pertanto destinare quest'area in cima all'Aspromonte è vero, ma nel cuore più impenetrabile, ancora attualmente della regione, ad uno scopo triplice: astronomico, religioso e funerario.
Tutto ciò che si trova a Nardo di Pace si ritrova nei più antichi luoghi di culto destinati alla venerazione della Grande Madre.
Potrebbe esservi qualche affinità tra i megaliti di Nardodipace e i "giganti di pietra" di Campana, nella stessa Calabria.

## Società

### Evoluzione demografica
Abitanti censiti

## Geografia antropica

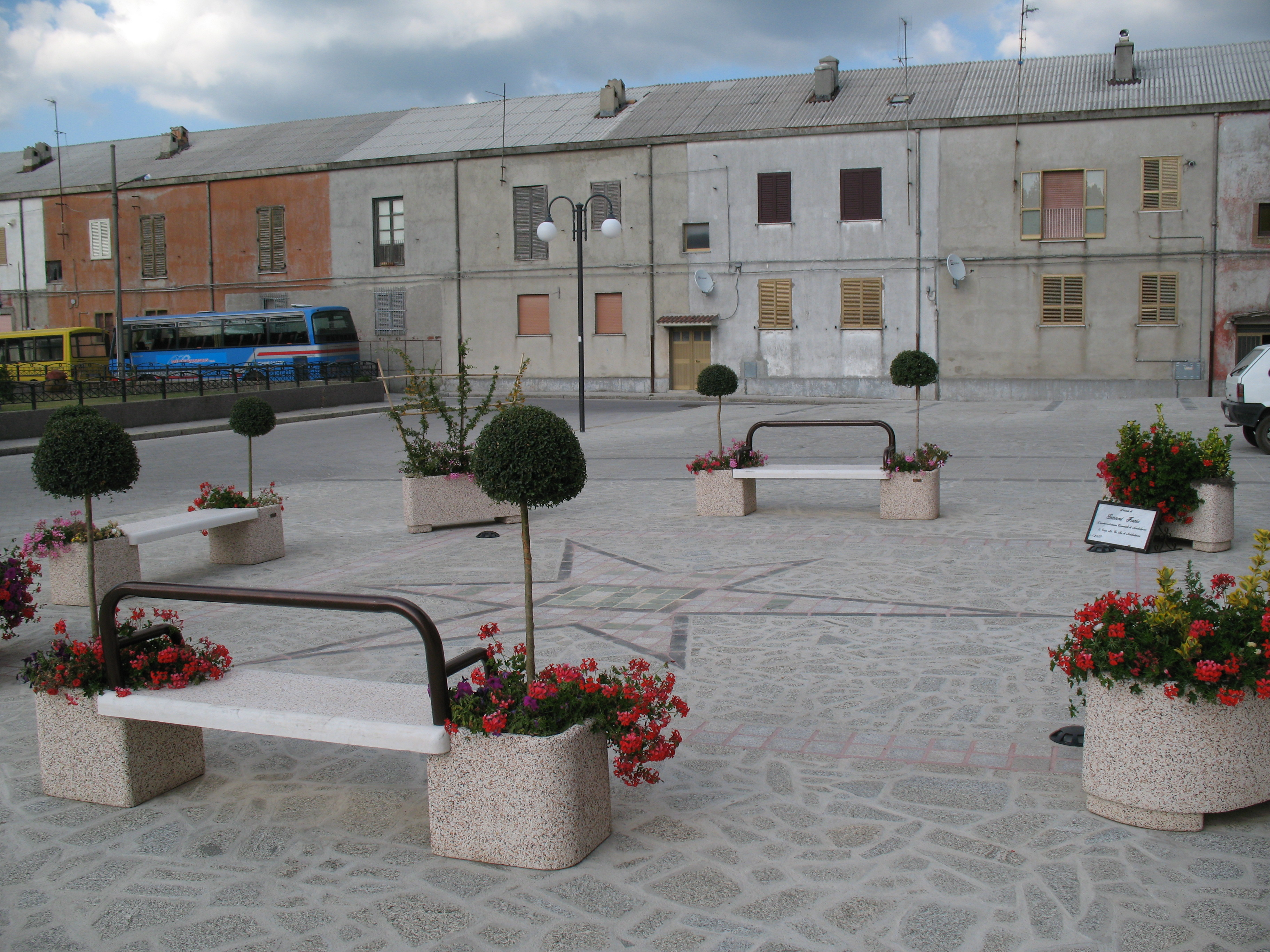
Piazza Municipio

Il comune di Nardodipace è costituito da 5 centri abitati:
- Ciano, detto Nardodipace (capoluogo comunale);
- Nardodipace, detto Vecchio Abitato;
- Ragonà (frazione);
- Cassari (frazione);
- Santo Todaro (frazione).

inoltre son presenti le località: Bolla, Boscodometo, Cuccu, Dedra, Marcona e Serronello.

## Infrastrutture e trasporti
Il comune è interessato dalle seguenti direttrici stradali:
- Strada Provinciale 75
- Strada Provinciale 76

## Amministrazione

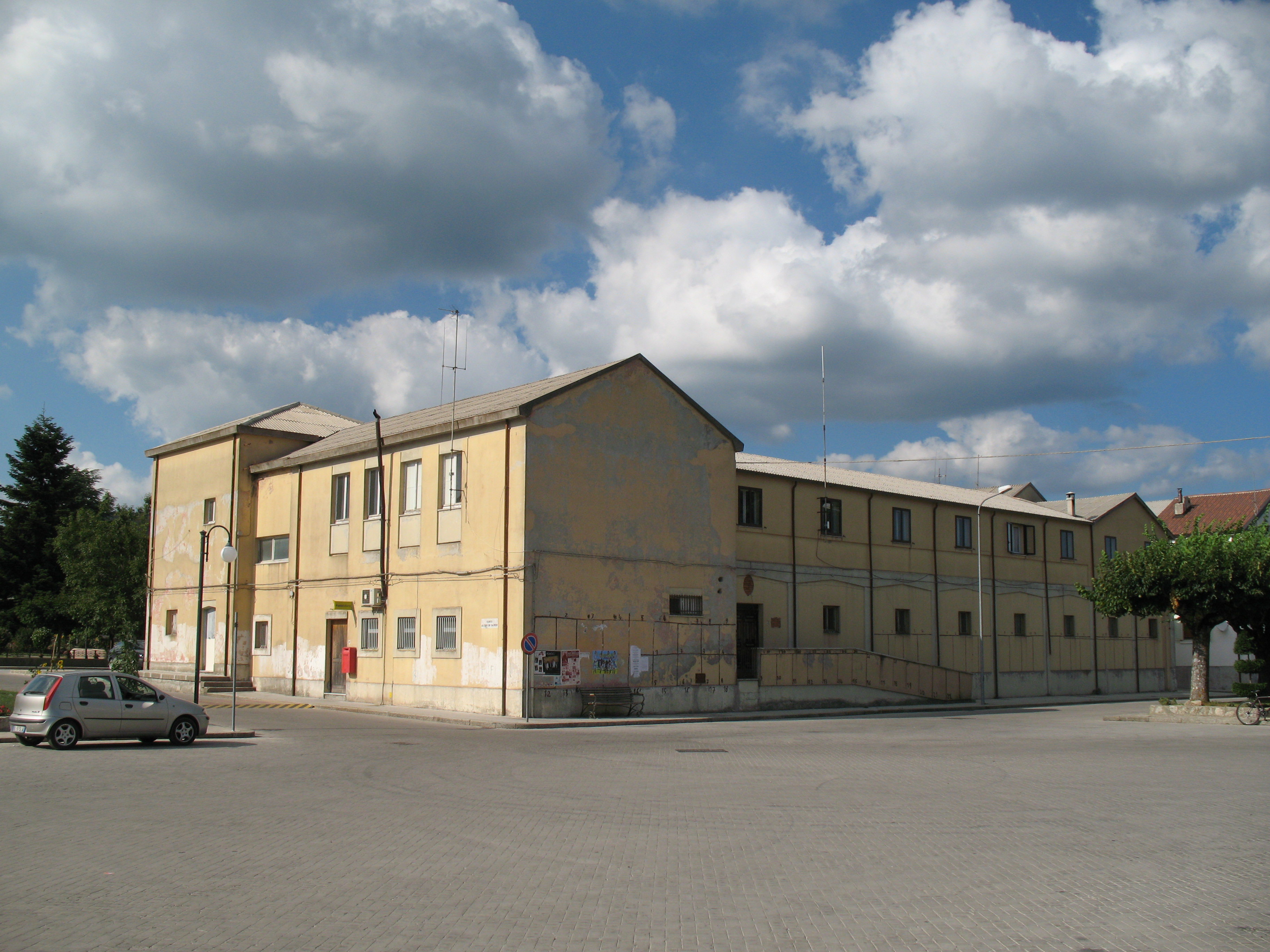
Municipio di Nardodipace

| Periodo          | Periodo          | Primo cittadino         | Partito                            | Carica                    | Note   |
| ---------------- | ---------------- | ----------------------- | ---------------------------------- | ------------------------- | ------ |
| 21 novembre 1993 | 16 novembre 1997 | Salvatore Cosmo Tassone | Partito Democratico della Sinistra | sindaco                   |        |
| 16 novembre 1997 | 27 maggio 2002   | Antonio Demasi          | L'Ulivo                            | sindaco                   |        |
| 27 maggio 2002   | 28 maggio 2007   | Antonio Demasi          | L'Ulivo                            | sindaco                   |        |
| 28 maggio 2007   | 19 dicembre 2011 | Romano Loielo           | lista civica                       | sindaco                   |        |
| 19 dicembre 2011 | 18 novembre 2013 |                         |                                    | commissario straordinario | [ 21 ] |
| 18 novembre 2013 | 7 dicembre 2015  | Romano Loielo           | lista civica                       | sindaco                   |        |
| 7 dicembre 2015  | 5 novembre 2017  |                         |                                    | commissario straordinario | [ 21 ] |
| 5 novembre 2017  | in carica        | Antonio Demasi          | lista civica Nardodipace riparte   | sindaco                   |        |